# Alberto Ponce
Pour les articles homonymes, voir Ponce (homonymie).
Alberto Ponce, né à Madrid le 13 mars 1935 et mort le 26 juillet 2019, est un guitariste classique espagnol.

## Biographie
Le père d'Alberto Ponce est son premier professeur. Alberto Ponce est entré enfant au Conservatoire municipal de musique de Barcelone, où, en plus de la guitare, il étudie le piano, l'harmonie et la musique de chambre. Ses professeurs sont notamment Lluís Maria Millet i Millet, directeur de l'Orfeó Català, Joan Pich i Santasusana, Joaquim Zamacois i Soler, et Gilbert Camins (piano).
Il quitte le Conservatoire avec un diplôme et une mention honorable puis rencontre une personne qui a une influence majeure sur sa carrière : Emilio Pujol. Le musicologue catalan lui conseille d'entrer au Conservatoire de Lisbonne. Après trois années d'études, Ponce perfectionne sa technique à l'Académie musicale Chigiana de Sienne.
En 1961, il remporte le premier prix au Concours International à Paris, organisé par l'Office de radiodiffusion-télévision française (ORTF).
Pédagogue réputé, il a enseigné dans divers conservatoires de la région parisienne ( Cachan, Saint-Germain-en-Laye, La Courneuve, CRR d'Aubervilliers). Mais il est surtout connu pour avoir créé la classe de guitare de l'École normale de musique de Paris, poste qu'il conservera de nombreuses années. Il enseignera ensuite au Conservatoire de Paris.
Disciple de Emilio Pujol, il a été le professeur de Roland Dyens, Jean-Marie Raymond, Patrick Guillem, Tania Chagnot, Geneviève Chanut, Didier Magne, Pascal Boëls et a contribué à la diffusion et au développement de la musique contemporaine pour son instrument, notamment avec des oeuvres de Maurice Ohana (enregistrement de Si le jour paraît et du Concerto chez Arion).

## Discographie
- Rodriguo, Falla, Garcia : Chansons espagnoles[7].
- L'art de la guitare, vol. 1, 2006
- Si le jour paraît. Compositeur: Maurice Ohana (1913–1992); Orquesta Filarmonica del Prado; Daniel Chabrun, chef d'orchestre ; label Arion ARN 38 240 (1974).
- Charmes de la guitare[8],[9].